# Richard Mansfeld (Richter)
Richard Mansfeld (* 29. November 1865 in Wolfenbüttel; † 5. Dezember 1943) war ein deutscher Reichsgerichtsrat.

## Leben
Richard Mansfeld war der Sohn Wilhelm Mansfelds, der von 1892 bis 1899 Präsident des Oberlandesgerichts Braunschweig war. Als er 1892 zum Assessor ernannt wurde, wurde er in der Amtszeit seines Vaters dreimal befördert: 1894 zum Amtsanwalt beim Amtsgericht Braunschweig, 1895 zum Amtsrichter dort, 1896 zum Landrichter beim Landgericht Braunschweig. 1906 wurde er zum Oberlandesgerichtsrat beim Oberlandesgericht Braunschweig ernannt. Den Sprung auf die Richterbank des Reichsgerichts schaffte er im darauf folgenden Jahr. 1922 wurde er Senatspräsident. Er wurde am 1. Dezember 1933 in den Ruhestand versetzt. Richard Mansfelds Großeltern väterlicherseits waren getauft. Mansfeld ist am 5. Dezember 1943 verstorben. Über seine Arbeitsweise sagte er, es gebe keine Urteilsberatung seines Senates, bei der nicht Ernst Fuchs mit am Leipziger Beratungstisch sitze. Mit den an Ernst Fuchs gerichteten Worten hat Richard Mansfeld als langjähriges Mitglied des II. Zivilsenats, die Bedeutung des republikanischen Freirechtlers Fuchs gewürdigt. 

## Familie
Sein jüngerer Bruder Wilhelm (1875–1955) war von 1945 bis 1948 wie der Vater Präsident des Oberlandesgerichts Braunschweig.

## Veröffentlichungen (Auswahl)
- Die Rechtswohltat des Inventars und die Stellung der Erbschaftsgläubiger insbesondere einer Mehrheit von Erben gegenüber. (= Dissertation Universität Göttingen) W. F. Kästner, Göttingen 1888, OCLC 312160651.
- Wechselordnung mit Kommentar in Anmerkungen und einer Darstellung des Wechselprozesses. 8. Auflage (1.–7. Auflage von Hugo Rehbein bearbeitet), Berlin 1908, OCLC 858829083. Rezensiert hat den Kommentar H. Meyer in der Zeitschrift für deutschen Zivilprozeß, Bd. 38, 1909, S. 555.
- Der publicistische Reactionsanspruch und sein Rechtsschutz im Herzogthum Braunschweig. Goeritz, Braunschweig 1895, OCLC 24218099.[1]